# Мат Хюз
Мат Алън Хюз (роден на 13 октомври 1973 г.) е американски пенсиониран майстор на смесени бойни изкуства с опит в борбата. Широко смятан за един от най-великите бойци в историята на ММА, той е бивш двукратен шампион на UFC в полутежка категория, член на Залата на славата на UFC и член на Залата на славата на NJCAA. По време на активната си спортна кариера в Ultimate Fighting Championship Хюз събира две отделни поредици от по шест победни битки, побеждава цялата налична конкуренция в полусредна категория и защитава пояса рекордните тогава седем пъти. През май 2010 г. става осмият член на Залата на славата на UFC.